# Ger van der Weerd
Gerard Marius (Ger) van der Weerd (Laren, 5 april 1914 - Grave, 1 december 2012) was een Nederlandse luchtvaartkundig ingenieur. Hij was werkzaam bij de technische dienst van de KLM.
Toen de oorlog uitbrak, verloor Ger van der Weerd zijn baan en werd hij ambtenaar bij het Departement van Handel, Nijverheid en Scheepvaart.

## Engelandvaart
Na de demobilisatie van 1940 besprak hij met vrienden al plannen om naar Engeland te gaan en in december 1940 werd hij tweede machinist op een schip dat naar Zweden zou varen. Onderweg veranderde de route en raakte het schip ingevroren in de Oostzee. Nog voordat hij van boord kon gaan kwam een ijsbreker het schip redden. Toen ze weer in Nederland aankwamen werd hij opgewacht door de Duitsers. De Sicherheitsdienst verhoorde hem. Toen hij ervan werd beschuldigd dat hij via Zweden naar Engeland had willen gaan, weigerde hij dat toe te geven. Hij wilde via Zweden naar Curaçao gaan omdat hij daar weer voor de KLM zou kunnen werken. Hij werd daarop weer vrijgelaten.
Terug op het departement hoorde hij over de zuidelijke route via Spanje. Van Bosland-Wynberge & Co, kantoor Parijs, kreeg hij een getuigschrift met de mededeling dat hij bij hen in dienst was en tewerkgesteld was op vliegveld Istres - Le Tubé in Zuid-Frankrijk, met het verzoek hem ongemoeid te laten reizen. Op 7 september 1943 vertrok hij uit Nederland, gekleed in een jas en een hoed, hij wilde eruitzien als een kantoorklerk die op weg was naar zijn werk. Hij reisde in zijn eentje en nam de trein naar Maastricht. Met zijn brief lukte het hem de Pyreneeën te bereiken maar in Spanje werd hij gearresteerd waarna hij in het concentratiekamp in Miranda de Ebro werd ondergebracht. Op 16 maart 1944 kwam hij in Engeland aan.

## Engeland
In Engeland werd hij opgeleid door MI9. In de nacht van 5 op 6 juli 1944 werd hij ten zuiden van Eindhoven gedropt om een ontsnappingsroute op te zetten. Hij had 220.000 gulden meegekregen. In oktober had hij zijn opdracht vervuld.

## Onderscheidingen
- Bronzen Kruis, KB nr 11 van 30 november 1948, als dienstplichtig soldaat van het Wapen der Infanterie
- Kruis van Verdienste (KV.2)
- Oorlogsherinneringskruis (OHK)
- King's Medal for Courage in the Cause of Freedom (KMC, op 23 augustus 1945 ingesteld voor hulp aan Britse vliegers)
- Medal of Freedom, uitgereikt in Utrecht op 12 maart 1947

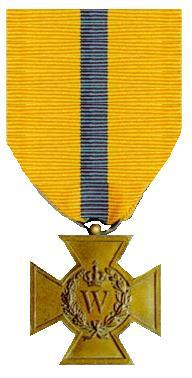
Bronzen Kruis 1941
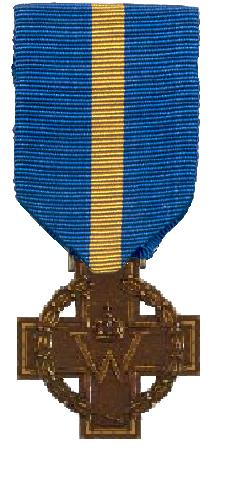
Kruis van Verdienste 1941
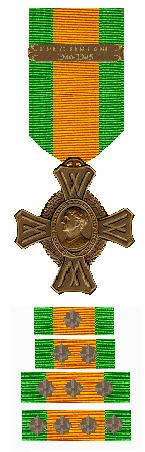
Oorlogsherinneringskruis
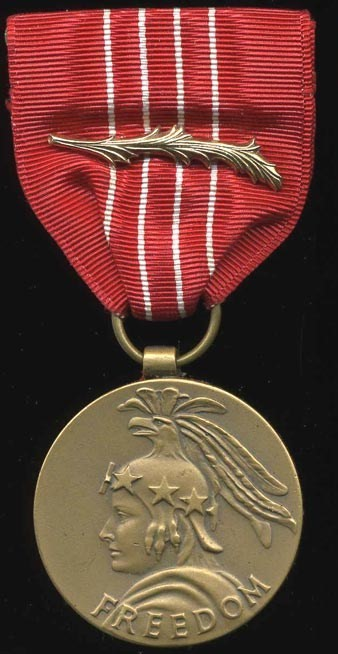
Medal of Freedom
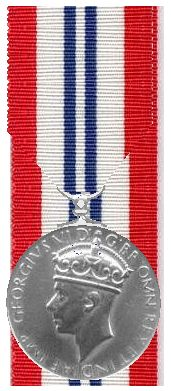
King's Medal for Courage in the Cause of Freedom

## Links
- Klim naar de Vrijheid
- Dutch Agents zie pag 45